# Vitănești
Vitănești est une commune du județ de Teleorman en Roumanie.